# Sredozemska mrzlica
Sredozemska mrzlica je nalezljiva bolezen, ki jo povzročajo rikecije, znotrajcelične gramnegativne nemobilne nesporogene bakterije. Prenašajo jo klopi in ima blažji potek kot mrzlica Skalnega gorovja, podobna bolezen, ki jo prenašajo klopi v Združenih državah Amerike. Simptomi vključujejo vročino, glavobol in makulopapulozni izpuščaj. Značilna je nekrotična črna papula, ki se pojavi na mestu vboda klopa. Zdravimo jo podporno; umreta dva odstotka obolelih.